# Quatre-Champs
Quatre-Champs är en kommun i departementet Ardennes i regionen Grand Est (tidigare regionen Champagne-Ardenne) i nordöstra Frankrike. Kommunen ligger  i kantonen Vouziers som ligger i arrondissementet Vouziers. År 2022 hade Quatre-Champs 244 invånare.

## Befolkningsutveckling
Antalet invånare i kommunen Quatre-Champs
Referens: INSEE